# Eusebi Campdepadrós
Eusebi Campdepadrós i Pucurull (Montblanch, 23 de septiembre de 1961) es un abogado y gestor administrativo español establecido en Tarragona. Desde el 17 de enero de 2018, es diputado y secretario primero de la Mesa del Parlamento de Cataluña por Junts per Catalunya.

## Biografía
Licenciado en derecho por la Universidad Autónoma de Barcelona, ha desarrollado su carrera como abogado. Es también profesor en la Universidad Rovira i Virgili. Campdepadrós formó parte de las comisiones de Mediación y Deontología Profesional, además de la comisión de Lengua Catalana del Colegio de Abogados de Tarragona. Fue abogado del Ayuntamiento de Reus hasta que se presentó a las Elecciones al Parlamento de Cataluña de 2017.
Campdepadrós empezó a militar a Esquerra Republicana de Cataluña el 2006, y se encargó de las relaciones del grupo municipal del partido en Tarragona. Fue también secretario de Formación de la Federación Regional del Campo de Tarragona de ERC. Formó parte de varias listas, incluyendo unas elecciones municipales y las elecciones en el Parlamento Europeo de 2014. El 2017, a pesar de presentarse como candidato para formar parte de la lista de ERC a las elecciones en el Parlamento de Cataluña, acabó siendo cabeza de lista en Tarragona por Junts per Catalunya, y fue elegido diputado y miembro de la Mesa del Parlamento.
Campdepadrós es casteller de la Colla Jove Xiquets de Tarragona, y presidió la Coordinadora de Colles Castelleres de Catalunya. También colabora con la secretaría nacional de juristas de la Asamblea Nacional Catalana.